# Beverly Hills Cop: Axel F
Beverly Hills Cop: Axel F (o conocida como Beverly Hills Cop IV) es una película de comedia de acción estadounidense dirigida por Mark Molloy, escrita por Will Beall, Tom Gormican y Kevin Etten, basada en una historia de Beall. Como cuarta entrega de la serie de películas Beverly Hills Cop y secuela de Beverly Hills Cop III (1994), Eddie Murphy (quien también produce) retoma su papel de Axel Foley, con Judge Reinhold, John Ashton, Paul Reiser y Bronson Pinchot retomando sus papeles de películas anteriores de la franquicia, mientras que Joseph Gordon-Levitt, Taylour Paige y Kevin Bacon interpretan nuevos roles. 
La película entró en desarrollo a mediados de la década de 1990, bajo la productora de Murphy. A lo largo de los años se incorporaron varios directores y guionistas, incluidos Brett Ratner, Adil El Arbi y Bilall Fallah. Molloy fue contratado para dirigir en abril de 2022 y la producción comenzó en California en agosto. La película se estrenó en el servicio de streaming Netflix el 3 de julio de 2024.La película fue la última que Ashton estrenó durante su vida, ya que murió dos meses después de su estreno.

## Sinopsis
Axel Foley ha regresado a Beverly Hills después de que la vida de su hija Jane se viera amenazada. Ella y Axel se unen a su exnovio y a sus viejos amigos John Taggart y Billy Rosewood para descubrir una conspiración.

## Argumento
Axel Foley sigue siendo un detective de policía de Detroit bajo la supervisión de su amigo, el subdirector Jeffrey Friedman. En la persecución de un grupo de ladrones que saquean el vestuario de los Detroit Red Wings durante un juego, la persecución que sigue a Axel causa daños costosos a la ciudad. Jeffrey se retira para proteger a Axel de ser castigado y lo anima a reconectarse con su hija distanciada Jane Saunders, una abogada defensora en Los Ángeles. Billy Rosewood, que trabaja como abogado defensor en Los Ángeles, trabaja como abogado defensor en Los Ángeles. Billy Rosewood, que trabaja como investigador privado después de haber tenido una pelea con John Taggart, también llama a Axel para advertirle que la vida de Jane está en peligro. Ha estado ayudando a Jane mientras representa a Enriquez, acusado del asesinato del agente encubierto Copeland. Después de la llamada, Rosewood recupera evidencia del vehículo en el que tuvo lugar el asesinato, pero es secuestrado por el cártel. 
Axel regresa a Beverly Hills, preocupado cuando Rosewood no responde. Visita la oficina de Rosewood y encuentra a un equipo sospechoso buscando algo. Axel saca una página de la agenda personal de Rosewood, luego es perseguido por el grupo a través de Rodeo Drive y es arrestado. Llevado al Departamento de Policía de Beverly Hills, Axel se encuentra con el detective Bobby Abbott, el exnovio de Jane, y se reúne con Taggart, quien ahora es jefe de policía. Taggart le presenta a Axel al capitán Cade Grant, a quien fue mentor cuando era un joven cadete de policía. Al conocer a Grant, Axel desconfía de él porque lleva prendas excesivamente caras para un salario de policía. Jane rescata a su padre, pero se resiste a sus intentos de volver a ponerse en contacto con ella. Se revela que, hace años, durante una investigación de la mafia de Detroit, Axel y su familia fueron amenazados. Tras las amenazas, Jane y su madre se mudaron a Los Ángeles, pero Axel se quedó en Detroit y la pareja se divorció. Axel y Jane sufren una emboscada en Wilshire Boulevard, pero Abbott los salva en un tiroteo. Axel cuestiona a Taggart sobre su liderazgo y las sospechas de Axel sobre Grant; Taggart defiende vehementemente a Grant y su equipo, excluye a Axel y suspende a Abbott.
Los tres recuperan una cámara del coche donde Copeland fue asesinado y deducen que el equipo de Grant estaba buscando una tarjeta SD que contenía pruebas. La dirección que Axel encontró en el organizador de Rosewood resulta ser una mansión propiedad de Grant y utilizada como una operación de lavado de dinero del cártel. Axel solicita la ayuda de su amigo Serge para acceder a la mansión haciéndose pasar por posibles compradores de la propiedad de al lado. Axel encuentra más evidencias que vinculan al asesinato de Copeland. Grant es notificado de su presencia por vigilancia. Después de discutir con Jane, Axel y Abbott buscan la ayuda del tío de Enriquez, Chalino, jefe del cartel. Él les dice que Grant ayuda a proteger al cartel y revela que un cargamento de drogas saldrá del puerto esa noche. Abbott y Axel son incriminados y arrestados por posesión de drogas por Grant. Axel escapa de la custodia y roba un helicóptero con la ayuda de Abbott, que se muestra reacio. Vuelan a la estación de policía de Beverly Hills, donde Grant le dispara al rotor, lo que hace que se estrellen. Taggart es testigo del incidente y está convencido de la corrupción dentro de su propio equipo. Acepta ayudar a Jane con la investigación pendiente, pero más tarde los matones de Grant la secuestran. Axel y Abbott van al puerto donde opera el cártel. Encuentran a Rosewood retenido allí; lo liberan y se dirigen a recuperar la tarjeta SD que Rosewood escondió cuando Grant llama para anunciar que tiene retenida a Jane. Con la ayuda de Jeffrey, el trío triangula su ubicación en la mansión del cártel. 
Axel, Rosewood, Abbott y Taggart participan en un tiroteo contra el ejército del cártel de Grant. Durante la pelea, Jane escapa del cautiverio. Axel y Grant se enfrentan; Axel recibe un disparo mientras protege a Jane, y Grant recibe un disparo en la cabeza de Abbott. Después de los hechos, Rosewood y Taggart hacen las paces. Con la evidencia recuperada, se retiran los cargos contra Enriquez y, durante su hospitalización, Axel hace las paces con Jane. Unos días después, Axel se reúne con Rosewood y Taggart, quienes estaban en vigilancia para asegurarse de que Axel complete

## Reparto
- Eddie Murphy como Axel Foley
- Joseph Gordon-Levitt como el detective Bobby Abbott[5]
- Kevin Bacon como el Capitán Cade Grant[5][6]
- Taylour Paige como Jane Saunders[7][8][9]
- Judge Reinhold como el teniente William "Billy" Rosewood[10]
- John Ashton como el sargento John Taggart[11]
- Paul Reiser como el inspector/jefe Jeffrey Friedman[12]
- Bronson Pinchot como Serge[13]
- Mark Pellegrino[14]
- Luis Guzmán

Christopher McDonald hace un cameo como jugador de golf. A pesar de no aparecer en la película, Gil Hill (que murió en 2016) y Ronny Cox aparecen en fotografías como el inspector Todd y el jefe Bogomil, respectivamente. La hija de Murphy en la vida real, Bria Murphy, aparece como Renee Minnick, una oficial que arresta a Foley después de que llega a Beverly Hills.

## Producción

### Desarrollo
Inicialmente se anunció el estreno de una cuarta entrega de la serie a mediados de la década de 1990, bajo la producción de la compañía de Eddie Murphy, Eddie Murphy Productions, antes de que la producción fracasara. En junio de 2001, se anunció que Jason Richman había sido contratado para escribir un tratamiento para Beverly Hills Cop IV después de que los ejecutivos quedaran impresionados con sus reescrituras de Bad Company. La película se anunció nuevamente en 2006, cuando el productor Jerry Bruckheimer anunció su intención de resucitar la serie de películas, aunque finalmente renunció a su opción de producir la película y pasó las tareas de producción a Lorenzo di Bonaventura.
En septiembre de 2006, se le presentó a Murphy un guion, que era una combinación de varios borradores anteriores, quien se dijo que estaba "muy contento" con este, descrito como un intento de recuperar la "sensación del original". Murphy admitió que una de sus motivaciones para hacer una cuarta película de Beverly Hills Cop fue compensar el hecho de que la tercera película era "horrible" y "no quería dejar (la serie) así".
En mayo de 2008, el director de Rush Hour, Brett Ratner, fue nombrado oficialmente director, prometiendo que la película regresaría con la clasificación estándar "R" de la serie, en lugar de PG-13, como se rumoreaba. En julio de 2008, Michael Brandt y Derek Haas fueron contratados como guionistas para mejorar el guion existente, y completaron un nuevo guion bajo el título provisional Beverly Hills Cop 2009, en el que Foley regresaría a Beverly Hills para investigar el asesinato de su amigo Billy Rosewood.
El guion finalmente fue rechazado, dejando a Ratner trabajando en una nueva idea. En una entrevista con la revista Empire, Ratner declaró: "Estoy trabajando muy duro en la cuarta. Es muy difícil, especialmente porque antes había tres. Estamos tratando de descubrir algunas cosas importantes, como ¿por dónde empezamos? ¿Axel se retiró? ¿Está en Beverly Hills? ¿Está de vacaciones? ¿Regresa Judge Reinhold como el adorable Billy Rosewood? Muchas preguntas por resolver, pero espero tener un guion antes de que la película desaparezca de nuestra existencia.
Aunque Murphy se comprometió con el proyecto, no se confirmó si los otros actores principales de la serie, Judge Reinhold, John Ashton, Ronny Cox y Bronson Pinchot, regresarían. Ratner declaró a finales de 2009 que estaba tratando de convencer a Reinhold y Ashton para que retomaran sus papeles. "Axel F", de Harold Faltermeyer, definitivamente regresaría para la cuarta entrega propuesta, y se cita a Ratner diciendo: "Volverá, pero será una interpretación completamente nueva". El 15 de noviembre de 2010, Ratner declaró en una entrevista con MTV que todavía existía la posibilidad de que hicieran una cuarta película, pero que no sería "pronto".
En octubre de 2011, Murphy habló sobre una posible cuarta película y afirmó: "No la van a hacer. Lo que estoy tratando de hacer ahora es producir un programa de televisión protagonizado por el hijo de Axel Foley, y Axel es ahora el jefe de policía en Detroit. Haría el piloto, aparecía aquí y allá. Ninguno de los guiones de la película era correcto; intentaba forzar la premisa. Si tienes que forzar algo, no deberías hacerlo. Era un refrito de la cosa vieja. Siempre estuvo mal." A finales del verano de 2013, después de que CBS decidiera no continuar la serie de televisión, Paramount decidió seguir adelante con la cuarta película. El 13 de septiembre de 2013, Jerry Bruckheimer declaró que estaba nuevamente en conversaciones para producir. El 6 de diciembre de 2013 se anunció nuevamente que Eddie Murphy retomaría el papel de Axel Foley y Brett Ratner lo dirigiría. Murphy recibió 15 millones de dólares por su participación. El 2 de mayo de 2014, Deadline anunció que Josh Appelbaum y Andre Nemec escribirían el guion.
El 27 de junio de 2014, en una entrevista con Rolling Stone, Murphy habló sobre volver al tipo de personaje más atrevido de Axel Foley después de años de hacer películas familiares. "No he interpretado a un tipo callejero, de clase trabajadora, un personaje obrero en mucho tiempo, así que tal vez sea como, 'Oh, vaya, no recordaba que fuera capaz de hacer eso'", dijo Murphy. Según informes de los estudios sobre la trama de la película, Foley regresaría a Detroit después de dejar su trabajo en Beverly Hills y se enfrentará al invierno más frío registrado, teniendo que navegar las nuevas reglas y viejos enemigos de una de las ciudades más tenaces de Estados Unidos. El estado de Míchigan aprobó $13.5 millones en incentivos cinematográficos, basándose en un gasto estimado de $56.6 millones de los cineastas en el estado. La película se rodaría en Detroit y sus alrededores y se estimó que proporcionaría empleo a 352 trabajadores. La película estaba originalmente programada para su estreno el 25 de marzo de 2016, pero el 6 de mayo de 2015, Paramount Pictures retiró Beverly Hills Cop IV de su calendario de estrenos debido a preocupaciones sobre el guion. El 14 de junio de 2016, Deadline Hollywood informó que Adil El Arbi y Bilall Fallah, directores del drama belga Black, dirigirían la película. En septiembre de 2017, Arbi y Fallah manifestaron su interés en elegir a Tom Hardy o Channing Tatum para protagonizar junto a Murphy.
En agosto de 2019, se describió que la película aún se encontraba en la fase de desarrollo. El 1 de octubre de 2019, en una entrevista con Collider, Murphy anunció que la fotografía principal comenzaría después del rodaje de Coming 2 America. El 14 de noviembre de 2019, Deadline Hollywood anunció que Paramount Pictures había llegado a un acuerdo de licencia único, con opción a una secuela, con Netflix lista para desarrollar la película. En mayo de 2020, después de retrasos en el negocio cinematográfico provocados por la pandemia de COVID-19, Arbi y Fallah confirmaron que todavía estaban vinculados como codirectores y que un nuevo guionista estaba trabajando en un nuevo guion para la película. En abril de 2022, Arbi y Fallah dejaron la película para centrarse en Batgirl (antes de su cancelación), y Mark Molloy fue contratado para reemplazarlos. En el mismo artículo, se anunció que Will Beall había escrito el guion. En marzo de 2023, Beall, Tom Gormican y Kevin Etten recibieron el crédito por el guion, y Beall también recibió el crédito por la historia.

### Rodaje
En febrero de 2022, la película entró en preproducción y recibió un crédito fiscal del estado de California de $16 059 000. La fotografía principal comenzó el 29 de agosto de 2022, en San Bernardino, junto con otras áreas de California, durante 58 días, para generar $78 millones en gastos calificados en incentivos fiscales. En agosto de 2022, Taylour Paige y Joseph Gordon-Levitt fueron seleccionados para papeles no revelados. En el mismo mes, se confirmó que Paul Reiser y John Ashton retomarían sus roles como el Detective Jeffrey Friedman y el Sargento John Taggart, respectivamente, de las dos primeras películas.
En septiembre, se confirmó que Judge Reinhold y Bronson Pinchot retomarían sus papeles como el Sargento William "Billy" Rosewood y Serge respectivamente, con Kevin Bacon y Mark Pellegrino uniéndose al elenco. El rodaje tuvo lugar en Detroit en noviembre de 2022, antes de que finalizara la producción a principios de 2023.

### Posproducción
Dan Lebental es el editor.

## Música
En diciembre de 2023, se reveló que Lorne Balfe había compuesto la banda sonora de la película.

## Estreno
El 1 de febrero de 2024, un video de anuncio de Netflix reveló que Beverly Hills Cop: Axel F se estrenaría en el servicio de streaming el 3 de julio de 2024.